# 香港衆志
香港衆志（ホンコンしゅうし、中国語: 香港眾志、英語: Demosistō、デモシスト）は、2020年6月までに香港で存在した政党である。解散当時の党主席（党首）は羅冠聡、秘書長（事務局長）は黄之鋒（2016年4月～）。

## 概要
2016年に香港の自決権を掲げる政党として結党された。結党以前に雨傘運動の中心となった学生団体に関わった人物も参加している。。デモシストは公約として「民主自決」の実現と、「暴力に頼らない民主化路線」などを掲げる。民主自決は、現行の一国二制度が終焉を迎える2047年以後の香港の在り方について、10年後に住民投票を行って決めるというもの。
2016年には第6回香港立法会議員選挙において香港衆志は党首の羅冠聡が5万票以上の票を獲得し、史上最年少での当選を果たし、1議席を獲得したが、後に議員資格を剥奪され、議席を失った。
2017年8月17日、非合法集会（雨傘運動）を扇動した罪で主席ら主要メンバー3名が禁錮刑を言い渡された。
2019年には逃亡犯条例改正案に反対する運動を行い、香港政府が撤回に追い込まれる一翼を担った。2020年5月の第13回全国人民代表大会第三次会議において香港に対する言論統制、反体制活動禁止などを定める香港国家安全法制定方針の採択がなされ、6月30日に香港国家安全維持法が可決・成立。同日、黄之鋒や周庭ら主要メンバーが次々に香港衆志からの脱退を表明し、組織としても解散することを決定した。